# Gà Derbyshire

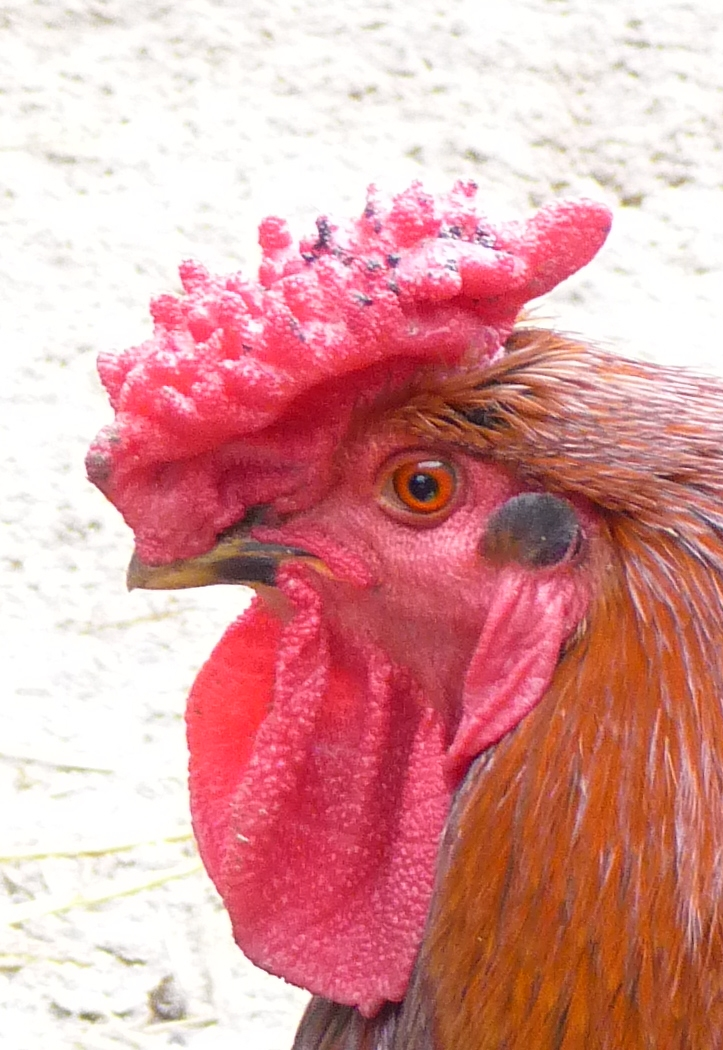
Derbyshire Redcap

Gà Derbyshire hay còn gọi là gà Derbyshire mào đỏ (Derbyshire Redcap) là một giống gà có nguồn gốc từ nước Anh tại vùng Derbyshire. Cái tên "Redcap" (mào đỏ) xuất phát từ loại mồng có hình hoa hồng lớn bất thường của giống gà này. Tiêu chuẩn giống gà của Anh quy định độ dài hơn 7 cm (3 inch) chiều dài cho một chiếc mồng hoa (Redcap). Nó được bao phủ trong các điểm nhỏ, thụn thịt, và có một cành nhọn riêng biệt hướng về phía sau, cả mồng, tích, dái tai của giống gà nà đều có màu đỏ tươi sáng.

## Đặc điểm
Gà Derbyshire được phân loại như một con gà sáng màu và nhẹ ký, với trọng lượng của con trống nặng khoảng 3,4 kg (7,5 lb) và gà mái thì nặng khoảng 2,75 kg (6,1 lb). Chúng có thể được phân biệt với giống tương tự, đặc biệt là giống gà Hamburg phổ biến hơn, bởi dái tai đỏ và chiếc mồng lớn hơn. Mỏ chúng có màu sừng. Các loại tích treo ở hai bên mặt, tai dái trắng, hoặc thiếu điểm trên lược là những đặc điểm không mong muốn theo các tiêu chuẩn giống và kết quả là không đủ tiêu chuẩn từ các chương trình nhân giống gia cầm.
Giống gà này hiện diện bề ngoài trong một loạt các bộ lông, với màu sắc khác nhau của màu đỏ, nâu và đen. Bề ngoài của gà trống có sự đa dạng lớn hơn về màu sắc, nhưng cả con trống lẫn con mái đều có đuôi đen và hình lưỡi liềm màu đen ở rìa của hầu hết lông vũ. Derbyshire Redcaps là giống gà hoạt động mạnh mẽ, hoạt động tốt trong điều kiện tự do. Chúng rất thích hợp cho đàn gia cầm kiêm dụng, được sử dụng cho cả việc nuôi lấy thịt gà và trứng gà ngoài giá trị trang trí của chúng. Gà mái thường không có biểu hiện đòi ấp hay nhảy ổ, và chúng đẻ một lượng lớn trứng màu trắng lớn. 

## Lịch sử
Đây là một giống gà bản địa của Anh đã được ghi chép từ ít nhất là vào đầu thế kỷ 19. Các giống chính xác góp phần vào việc tạo ra Redcap là không rõ, nhưng gà Hamburg vàng, Sporkled Hamburgs, gà Dorking, gà Anh cổ xưa (Old English Pheasant Fowl) và gà chọi ức đỏ đen (Black-Breasted Red Games) có thể đã được tham gia vào dòng máu của giống gà hiện tại. Giống gà này cũng rất giống với giống gà đã bị tuyệt chủng như gà trĩ Yorkshire và gà Lancashire Moonie.
Derbyshire Redcaps là giống gà phổ biến trên các trang trại của Anh cho đến giữa thế kỷ 20, đặc biệt là xung quanh vùng Pennines phía nam. Chúng chưa bao giờ được ưa thích bởi các trang trại thâm canh hoặc hoạt động thương mại, và luôn luôn chủ yếu là một con gà trống. Trong thế kỷ 21, chúng là một con gà rất hiếm, với số lượng lớn nhất vẫn còn sống ở đất nước của chính chúng. Hiệp hội "Rare Breeds Survival Trust" của Vương quốc Anh liệt kê chúng là dễ bị tổn thương trong danh sách theo dõi của họ. nước ngoài, Redcaps đã được nhận vào Tiêu chuẩn hoàn hảo của Hiệp hội Gia cầm Mỹ năm 1888, và được liệt kê là quan trọng trong danh sách theo dõi bảo tồn giống vật nuôi của Mỹ.